# 慶文
慶文（1830年—？年），字雲卿，號蔚堂，姜佳氏，滿洲正黃旗人，奉天岫岩縣籍。清朝官员。
道光甲辰举人，咸丰癸丑进士，即用知縣，發往山西試用，署長子縣知縣。曾護理寧遠廳同知。
父鳴謙，嘉庆丁卯举人，兵部员外郎、堂侄貴鐸，光绪乙亥举人，翰林院编修、貴鏞，光绪己卯举人。